# Агудат Исраэль
Агуда́т Исраэ́ль (ивр. אֲגֻדַּת יִשְׂרָאֵל‎, «Союз Израиля»; ашкеназ. «Аги́дэс Исру́эл», или Агу́дас Исро́эл) — всемирное еврейское религиозное движение ортодоксальных евреев, объединённое в политическую партию, целью которой является стремление сохранить устои еврейской религии и традиции, еврейского общества на основе Галахи. Эта партия приобрела себе приверженцев главным образом в центрах ашкеназской диаспоры в Восточной и Западной Европе в начале XX в.

## История
Организация была создана в 1912 году. Её целью было «решать в духе Торы и соблюдения заповедей все вопросы, возникающие ежедневно в жизни еврейского народа».
Первоначально идея основания светского еврейского государства категорически отклонялась. Еврейское государство должно было существовать только по законам Торы. Однако с приходом нацистов к власти в Германии политика Агудат Исраэль по отношению к переселению евреев в Эрец-Исраэль радикально изменилась. На Сент-Джеймсской (Лондонской) конференции (1939) по проблеме Палестины, Агудат Исраэль скоординировала свою позицию по отношению к британской политике в Эрец-Исраэль с программой Сионистской организации. После Катастрофы Агудат Исраэль присоединилась к требованию сионистов о создании еврейского государства в Палестине.
Представители Агудат Исраэль подписали Декларацию Независимости Израиля.
После основания государства организация превратилась в политическую партию, которая выступает за усиление влияния Торы и еврейского законодательства (Галахи) в израильском обществе.
В июне 2022 года магорский ребе — раввин Яаков Арье Альтер принял решение, что, начиная с выборов в Кнессет двадцать пятого созыва, Раввин Ицхак Гольдкнопф будет исполнять обязанности представителя центральной фракции в Агудат Исраэль вместо Яакова Лицмана. В соответствии с этим решением он был поставлен первым в списке Яхадут ха-Тора от имени Агудат Исраэль для Кнессета двадцать пятого созыва.